# Stephanospora penangensis
Stephanospora penangensis är en svampart som beskrevs av Corner & Hawker 1953. Stephanospora penangensis ingår i släktet Stephanospora och familjen Stephanosporaceae.   Inga underarter finns listade i Catalogue of Life.